# Sympathy for the Devil
"Sympathy For The Devil" é uma canção da banda de rock inglesa Rolling Stones e a faixa de abertura do álbum de 1968 da banda, Beggars Banquet. A canção é um produto da parceria de compositores de Mick Jagger e Keith Richards.
É considerada uma das melhores canções da era da música popular e foi incluída em várias listas de "melhores", como a 106ª na lista das 500 melhores canções de todos os tempos da Rolling Stone. É também a 22ª música mais bem classificada nas listas de todos os tempos da crítica, de acordo com a Acclaimed Music.

## Inspiração
"Sympathy for the Devil" é creditada a Jagger e Richards, embora a música fosse em grande parte uma composição de Jagger. O título provisório da música era "The Devil Is My Name", tendo sido anteriormente chamado de "Fallen Angels". Jagger canta na narrativa em primeira pessoa como o Diabo, que se gaba de seu papel em cada uma das várias atrocidades históricas e pede repetidamente ao ouvinte para "adivinhar meu nome". O cantor exige cortesia do ouvinte para com ele, castigando implicitamente os ouvintes por sua culpa coletiva nos assassinatos e crimes listados. No documentário Crossfire Hurricane de 2012, Jagger afirmou que sua influência para a música veio de Baudelaire e do romance do autor russo Mikhail Bulgakov, O Mestre e a Margarida (que acabara de aparecer na tradução para o inglês em 1967). O livro foi dado a Jagger por Marianne Faithfull e ela confirmou a inspiração em uma entrevista com Sylvie Simmons para a revista Mojo em 2005.
Em uma entrevista de 1995 para a Rolling Stone, Jagger disse, "isso foi tirado de uma velha ideia de Baudelaire, eu acho, mas posso estar errado. Às vezes, quando olho para meus livros Baudelaire, não consigo vê-lo ali. Mas foi uma ideia que tirei da escrita francesa. E eu apenas peguei algumas linhas e as expandi. Eu a escrevi como se fosse uma música de Bob Dylan." Foi Richards quem sugeriu mudar o andamento e usar percussão adicional, transformando a canção folclórica em um samba.
Jagger afirmou na entrevista à Rolling Stone: "é uma figura histórica muito longa - as figuras do mal e as figuras do bem - então é uma trilha tremendamente longa que ele fez como personificado nesta peça." Na época em que Beggars Banquet foi lançado, os Rolling Stones já haviam causado polêmica por letras sexualmente avançadas, como "Let's Spend the Night Together", e seu cover do blues de Willie Dixon "I Just Want to Make Love to You" etc. Também houve alegações de que eles se interessaram pelo satanismo (seu álbum anterior, embora não contenha referências satânicas diretas em sua música ou letra, foi intitulado Their Satanic Majesties Request). "Sympathy" trouxe essas preocupações à tona, provocando rumores na mídia e temores entre alguns grupos religiosos de que os Stones eram adoradores do diabo e uma influência corruptora na juventude.
A letra enfoca as atrocidades na história da humanidade do ponto de vista de Satanás, incluindo o julgamento e a morte de Jesus Cristo, as guerras religiosas europeias, a violência da Revolução Russa de 1917 e a execução de 1918 da família Romanov durante a Primeira Guerra Mundial, e Segunda Guerra Mundial. A canção foi originalmente escrita com uma linha perguntando quem atirou em Kennedy, mas após o assassinato de Robert F. Kennedy em 6 de junho de 1968, a linha foi alterada para fazer referência a ambos os assassinatos.
A canção pode ter sido poupada de mais polêmica quando o primeiro single do mesmo álbum, "Street Fighting Man", tornou-se ainda mais controverso em vista dos distúrbios raciais e protestos estudantis ocorridos em muitas cidades da Europa e dos Estados Unidos.

## Gravação
A gravação de "Sympathy for the Devil" começou no Olympic Sound Studios de Londres em 4 de junho de 1968; overdubs foram feitos em 8, 9 e 10 de junho. O pessoal incluído na gravação inclui Nicky Hopkins no piano, Rocky Dijon nas congas e Bill Wyman no Xequerê. Marianne Faithfull, Anita Pallenberg, Brian Jones, Charlie Watts, o produtor Jimmy Miller, Wyman e Richards fizeram backing vocals. Richards toca baixo na gravação original e também guitarra elétrica. Brian Jones toca um violão principalmente mixado, embora em faixas isoladas do corte de estúdio, seja audível tocando junto com o piano.
No livro de 2003 According to the Rolling Stones, Watts comentou:

"Sympathy" foi um daqueles tipos de música em que tentamos de tudo. A primeira vez que ouvi a música foi quando Mick estava tocando  ...  e foi fantástico. Experimentamos várias maneiras diferentes de tocar; no final, apenas toquei um jazz latino no estilo que Kenny Clarke teria tocado em "A Night in Tunisia".
Sobre o poder geral da música, Jagger continuou na Rolling Stone:

Tem um groove bem hipnótico, um samba, que tem um poder hipnótico tremendo, bem parecido com uma boa dance music. Não acelera nem desacelera. Ele mantém esse ritmo constante. Além disso, o ritmo do samba real é ótimo para cantar, mas também tem algumas outras sugestões nele, uma tendência de ser primitivo - porque é um ritmo primitivo africano, sul-americano, afro-como-você-chame (candombe).
Os backing vocals, surgiram por acaso de Jimmy Miller e Anita Pallenberg. Pallenberg estava na cabine de engenharia com Miller enquanto Jagger cantava uma das primeiras tomadas vocais da música. De acordo com Pallenberg, Miller estava falando sozinho enquanto Jagger cantava, dizendo "Quem, quem?" Ele então repetiu as palavras várias vezes enquanto Jagger cantava, e Pallenberg percebeu como tudo aquilo soava maravilhoso. Após a tomada, ela contou a Jagger o que aconteceu na cabine e sugeriu que "quem quem" fosse usado na música como um canto vocal de apoio. Os Stones então tentaram e, após a primeira tomada, "Who who" se tornou "woo-woo", com a maior parte capturada no filme do diretor Jean-Luc Godard para seu filme One Plus One (também conhecido como Sympathy for the Devil).

## Legado
Sobre a mudança na percepção do público que a banda experimentou após o lançamento da música, Richards disse em uma entrevista de 1971 para a Rolling Stone: "Antes, éramos apenas crianças inocentes se divertindo, eles diziam: 'Eles são maus, eles 'são maus.' Oh, eu sou mau, sério? Então isso faz você começar a pensar no mal. . . O que é o mal? Metade disso, não sei quantas pessoas pensam em Mick como o diabo ou apenas como um bom artista de rock ou o quê? Existem magos negros que pensam que estamos agindo como agentes desconhecidos de Lúcifer e outros que pensam que somos Lúcifer. Todo mundo é Lúcifer."
Hunter S. Thompson e seu advogado Oscar Zeta Acosta continuaram repetindo a música centenas de vezes durante sua viagem Chevy induzida por drogas para Las Vegas em 1971 para manter o foco enquanto estava alto com drogas de classe A. No romance de Thompson, Fear and Loathing in Las Vegas e no filme de mesmo nome, a música é mencionada várias vezes.
Ao contrário de um equívoco generalizado, era "Under My Thumb" e não "Sympathy for the Devil" que os Stones estavam tocando quando Meredith Hunter foi morta no Altamont Free Concert. Os primeiros artigos da revista Rolling Stone sobre o incidente geralmente relatavam erroneamente que o assassinato ocorreu durante "Sympathy for the Devil", mas os Stones na verdade tocaram "Sympathy for the Devil" no início do show; foi interrompido por uma luta e reiniciado, Jagger comentando: "Estamos sempre tendo - algo muito engraçado acontece quando começamos esse número." Várias outras canções foram tocadas antes de Hunter ser morta.

## Ficha técnica
De acordo com os autores Philippe Margotin e Jean-Michel Guesdon, exceto onde indicado:

#### The Rolling Stones
- Mick Jagger – vocal principal,[19] tambor de mão[19]
- Keith Richards – backing vocals, guitarra solo, baixo
- Brian Jones – backing vocals, violão (inaudível)
- Bill Wyman – vocais de apoio, xequerê
- Charlie Watts – vocais de apoio, bateria

#### Adicionais
- músico não identificado –  maracas[21]
- Nicky Hopkins – vocais de apoio, piano
- Rocky Dzidzornu – congas, chocalhos
- Anita Pallenberg, Marianne Faithfull – vocais de apoio[23]

## Certificações
| Região | Certificação | Unidades/Vendas Certificadas |
| --- | ------------ | ---------------------------- |
| Itália (FIMI) | Platina      | 50,000*                      |
| Reino Unido (BPI) | Platina      | 1,000,000*                   |
| ^ Números de remessas baseados apenas na certificação.* Dados duplos de vendas + streaming baseados apenas na certificação. |              |                              |

## O Filme de 1968 e Outros
Sympathy for the Devil também é o título da edição de um produtor de um filme de 1968 de Jean-Luc Godard, cuja versão original se chama One Plus One. O filme, uma representação da contracultura americana do final dos anos 1960, também contou com os Rolling Stones no processo de gravação da música no estúdio. Sobre as filmagens, Jagger disse à Rolling Stone : "[foi] muito fortuito, porque Godard queria fazer um filme nosso no estúdio. Quer dizer, nunca aconteceria agora, conseguir alguém tão interessante quanto Godard. E abafado. Por acaso estávamos gravando aquela música. Poderíamos estar gravando "My Obsession". Mas era "Sympathy for the Devil", e se tornou a faixa que usamos."
Durante os vários dias de gravação dos Stones enquanto eles tocavam, uma lâmpada de filme montada pela equipe de Godard iniciou um grande incêndio no estúdio que causou danos substanciais ao estúdio e destruiu parte do equipamento da banda. No entanto, as fitas da música foram salvas pelo produtor Jimmy Miller antes de ele fugir do estúdio, e Godard manteve suas câmeras rodando, capturando o fogo em filme enquanto ele rugia.

## Versão do Guns N' Roses
O Guns N' Roses gravou um cover em 1994 que alcançou a posição 55 na Billboard Hot 100; foi apresentado nos créditos finais da adaptação cinematográfica de Neil Jordan de Entrevista com o Vampiro de Anne Rice e foi incluído em seu álbum Greatest Hits. Esta capa é notável por causar um incidente envolvendo o guitarrista Paul "Huge" Tobias, que foi parcialmente responsável pela saída do guitarrista Slash da banda em 1996. Slash descreveu a versão Guns N 'Roses da música como "o som da banda se separando".
O guitarrista rítmico Gilby Clarke, que não aparece na gravação, observou que a gravação prenunciava sua saída da banda:

Eles fizeram isso enquanto eu estava na estrada em turnê para meu disco solo]]. [...] eu sabia que aquele era o final porque ninguém me falou sobre isso. Oficialmente eu estava na banda naquela época, e eles fizeram aquela música sem mim. Essa foi uma das últimas gotas para mim, porque ninguém tinha dito nada para mim, e eles gravaram uma música de uma das minhas bandas favoritas.
Este foi o último single da banda até "Absurd" de 2021 com o guitarrista Slash e o baixista Duff McKagan.

### Ficha técnica
- W. Axl Rose – vocais principais, piano
- Slash – guitarras base e rítmica
- Duff McKagan – baixo, backing vocals
- Matt Sorum – bateria, percussão
- Dizzy Reed – teclados
- Paul Tobias – guitarra base e solo, backing vocals